# Измена (фильм, 1933)
«Измена» (другое название — «Буржуазный агитпроп») — советская немая чëрно-белая психологическая драма, снятая режиссëром Юрием Винокуровым на киностудии «Союзфильм» в 1933 году.
Главреперткомом РСФСР фильм был запрещён как «пацифистский, деморализующий зрителя».

## Сюжет
Действие фильма происходит во время предполагаемой войны СССР с империалистическим врагом. В центре сюжета — борьба между любовью и долгом перед Родиной. Герой фильма, воспользовавшись ошибкой медиков, не идёт на фронт, а остаётся в тылу со своей любимой молодой женой.
Однако жена-патриотка осуждает мужа-дезертира и уходит от него. После душевных терзаний и угрызений совести герой фильма отправляется на фронт, чтобы искупить свою вину кровью.

## В ролях
- Евлалия Ольгина — Ольга
- Юрий Лаптев — Сергей, её муж
- Пётр Савин — Петька
- С. Шабанов — Левка
- Е. Ростопчина — жена Петьки

## Художник-постановщик
- Дмитрий Колупаев